# Sumatra Ocidental
Sumatra Ocidental ou Samatra Ocidental (Sumatera Barat, em indonésio) é uma província da Indonésia com capital em Padang. Encontra-se na costa oeste da ilha de Sumatra e limita com as províncias de Sumatra do Norte ao norte, Riau e Jambi a leste e Bengkulu a sudeste. As ilhas Mentawai integram a província.